# Abraham Mateo
 (mars 2021).
La mise en forme du texte ne suit pas les recommandations de Wikipédia : il faut le « wikifier ».
Les points d'amélioration suivants sont les cas les plus fréquents. Le détail des points à revoir est peut-être précisé sur la page de discussion.
- Les titres sont pré-formatés par le logiciel. Ils ne sont ni en capitales, ni en gras.
- Le texte ne doit pas être écrit en capitales (les noms de famille non plus), ni en gras, ni en italique, ni en « petit »…
- Le gras n'est utilisé que pour surligner le titre de l'article dans l'introduction, une seule fois.
- L'italique est rarement utilisé : mots en langue étrangère, titres d'œuvres, noms de bateaux, etc.
- Les citations ne sont pas en italique mais en corps de texte normal. Elles sont entourées par des guillemets français : « et ».
- Les listes à puces sont à éviter, des paragraphes rédigés étant largement préférés. Les tableaux sont à réserver à la présentation de données structurées (résultats, etc.).
- Les appels de note de bas de page (petits chiffres en exposant, introduits par l'outil «  Source ») sont à placer entre la fin de phrase et le point final[comme ça].
- Les liens internes (vers d'autres articles de Wikipédia) sont à choisir avec parcimonie. Créez des liens vers des articles approfondissant le sujet. Les termes génériques sans rapport avec le sujet sont à éviter, ainsi que les répétitions de liens vers un même terme.
- Les liens externes sont à placer uniquement dans une section « Liens externes », à la fin de l'article. Ces liens sont à choisir avec parcimonie suivant les règles définies. Si un lien sert de source à l'article, son insertion dans le texte est à faire par les notes de bas de page.
- La présentation des références doit suivre les conventions bibliographiques. Il est recommandé d'utiliser les modèles {{Ouvrage}}, {{Chapitre}}, {{Article}}, {{Lien web}} et/ou {{Bibliographie}}. Le mode d'édition visuel peut mettre en forme automatiquement les références.
- Insérer une infobox (cadre d'informations à droite) n'est pas obligatoire pour parachever la mise en page.

Pour une aide détaillée, merci de consulter Aide:Wikification.
Si vous pensez que ces points ont été résolus, vous pouvez retirer ce bandeau et améliorer la mise en forme d'un autre article.
 (mars 2021).
Si vous disposez d'ouvrages ou d'articles de référence ou si vous connaissez des sites web de qualité traitant du thème abordé ici, merci de compléter l'article en donnant les références utiles à sa vérifiabilité et en les liant à la section « Notes et références ».
Abraham Mateo, est un chanteur de pop, danseur et acteur espagnol né le 25 août 1998 à San Fernando (Cadix).

## Biographie
Abraham Mateo naît le 25 août 1998. Ses parents s'appellent Susana Chamorro et Antonio Mateo, il a un frère nommé Tony Mateo qui fait partie du groupe espagnol Lérica.
Abraham voue un intérêt à la musique dès son plus jeune âge. À sept ans, il s'inscrit à un concours de musique local, en Andalousie, et reçoit une mention spéciale du jury. Deux ans plus tard, il gagne le prix de la révélation à une compétition nationale de musique.
À neuf ans, il chante pour la première fois à la télévision à l'émission Menuda Noche télédiffusée sur  la chaîne andalouse Canal Sur Televisión, où il a chanté devant des chanteurs célèbres de musique latine comme Raphael, David Bisbal, David Bustamante et Juan Luis Guerra. Une amie de la famille publie régulièrement sur YouTube les vidéos de ses interprétations. Ceci lui vaut un contrat avec la maison de disques Emi Music Spain afin d'enregistrer son premier album en solo, produit par Jacobo Calderon, qui a travaillé avec chanteurs comme Raphael, David Bisbal et Luis Fonsi. L'album s'intitule Abraham Mateo (en) avec le single Vuelve conmigo, lancé le 4 décembre 2009 en Espagne, contient sept chansons originales composées par Calderon et des versions de quatre chansons populaires de la musique latine. Son album comporte une chanson chantée avec la jeune chanteuse française Caroline Costa, qui a été révélée en 2008 par l’émission Incroyable Talent. Abraham et Caroline enregistrent une version en espagnol de la chanson Without You du groupe Badfinger.
En 2009, Abraham débute comme acteur dans la mini-série Dias sin Luz, produite et diffusée par la chaîne Antena 3 en Espagne. Puis en 2010, dans un biopic, Raphael: una historia de superación personal (es) (2010), basé sur la vie du chanteur espagnol Raphael. Abraham Mateo interprète le rôle de Raphael dans les premières années de sa vie, et quelques chansons de la bande originale
En 2013, il joue dans une micro-série du nom de #XQesperar? (¿Por qué esperar?) où il va rencontrer une autre chanteuse tournant la série avec lui du nom de Angy Fernández. Les deux vont chanter ensemble la chanson #XQesperar? qui fera office de musique de générique pour la série.
En 2014, Abraham mène plusieurs concerts à travers l'Espagne ainsi qu'en Amérique du Sud (Chili, Pérou, Argentine...). Ces concerts portent le nom de GiraAM. Il part aussi pour Los Angeles où il enregistre son single Who I AM qui sort le lundi 3 novembre.
En 2015, il lance son Tour Who I AM qui reprend le principe de sa Gira AM en 2014. Dans cette nouvelle tournée, les musiques présentées sont celles de son disque Who I AM. Il se rend une fois de plus au Mexique où il va donner plusieurs concerts. Ensuite, il va aller pour la première fois à Londres en Angleterre ainsi qu'à Los Angeles aux États-Unis où il va enregistrer de nouvelles musiques.
Durant l'été 2015, il retourne au Mexique ainsi qu'en Argentine pour donner d'autres concerts et il visite aussi pour la première fois le Brésil. Le 13 novembre, il sort son troisième album avec Sony Music Spain, intitulé Are You Ready?. En octobre 2016 il sort la réédition de cet album avec cinq nouveaux titres
En 2017, dans le but d'internationaliser son projet musical, Mateo a embauché Armando Lozano (l'ancien directeur de CNY) et Edgar Andino (directeur de longue date de Wisin y Yandel) en tant que nouveaux gestionnaires.
En juin, il a publié son nouveau single "Loco Enamorado" mettant en vedette les Portoricains Farruko et Christian Daniel. "Loco Enamorado", écrit par Mateo lui-même et Edgar Barrera et produit par le célèbre producteur de musique urbaine Jumbo, a culminé au numéro six de "Latin Pop Songs" de Billboard et est également entré dans Hot Songs, Air Latin, Latin Rhythm Airplay de Mexico, Mexico Airplay and Latin Digital Song Sales. Le single est maintenant certifié trois fois platine au Chili, deux fois platine en Espagne, platine au Mexique et or aux États-Unis, en Argentine et au Pérou. 
En décembre 2017, il a publié un deuxième single intitulé "Háblame Bajito", qui contient la légende du rap 50 Cent et le chanteur pop Austin Mahone. La vidéo musicale de la chanson a été créée exclusivement sur le site Web de Billboard. "Háblame Bajito" a culminé au 17e rang du palmarès Latin Digital Songs du Billboard et est maintenant certifié Or en Espagne, en Argentine et en Amérique latine.
En mars 2018, il a sorti un troisième single intitulé "Se Acabó El Amor" avec Jennifer Lopez et Yandel.
Mateo est présenté sur le single "Jungle" de Pitbull aux côtés de The Stereotypes et de l'E-40. Cette collaboration sera incluse dans le premier album Greatest Hits de Pitbull.
Il a également figuré sur la chanson "30 de febrero" de Ha*Ash, incluse dans l'album du même nom.
En janvier 2018, Mateo est apparu avec le chanteur urbain portoricain Lary Over sur le remix de "Quiereme" par Farruko et Jacob Forever.
En 2020, Abraham Mateo sort son sixième album 'Sigo a Lo Mío'
En 2024, il sort son septième album «Insomnio»

## Discographie

### Singles et collaborations
- 2009 : Abraham Mateo (Emi Music Spain)
- 2012 : Señorita (Sony Music Entertainment España, S.L.)
- 2013 : #XQesperar (avec Angy) (Sony Music Entertainment España, S.L.)
- 2013 : Señorita (Version n°2) (Sony Music Entertainment España, S.L.)
- 2013 : GirlFriend (Sony Music Entertainment España, S.L.)
- 2013 : AM (Sony Music Entertainment España, S.L.)
- 2014 : Who I AM (Sony Music Entertainment España, S.L.)
- 2015 : Who I AM (Edition special)
- 2015 : Are You Ready? (Sony Music Entertainment España, S.L.)
- 2016 : Are You Ready? (Edition speciale) (Sony Music Entertainment España, S.L.)
- 2017 : Loco Enamorado (feat. Farruko, Christian Daniel) (Sony Music Entertainment España, S.L.)
- 2017 : Háblame Bajito (feat. 50 Cent, Austin Mahone) (Sony Music Entertainment España, S.L.)
- 2018 : Se Acabó el Amor (feat. Yandel, Jennifer Lopez) (Sony Music Entertainment España, S.L.)
- 2019 : Me Vuelvo Loco (feat. CNCO) (Sony Music Entertainment España, S.L.)
- 2019 : ¿Qué Ha Pasao'? (feat. Sofía Reyes) (Sony Music Entertainment España, S.L.)
- 2020 :  No Encuentro Palabras (feat. Manuel Turizo) (Sony Music Entertainment España, S.L.)
- 2020 : 4B (feat. Austin Mahone, Lucid) (Sony Music Entertainment España, S.L.)
- 2020 : Aunque Estés Con Él (Sony Music Entertainment España, S.L.)
- 2021 : Sanga Zoo  (feat. Farruko, DaVido, Obrinn) (Sony Music Entertainment España, S.L.)
- 2023 : XQ Sigues Pasando (feat. Sebastián Yatra)(Sony Music Entertainment España, S.L.)

## Filmographie

### Téléfilms
- 2009 : Dias sin Luz : Abraham
- 2010 : Raphael: una historia de superacion personal : Raphael (enfant)

### Séries télévisées
- 2013 : #XQesperar? : Abraham